# Obereopsis coimbatorana
Obereopsis coimbatorana là một loài bọ cánh cứng trong họ Cerambycidae.